# Liseron
Der Liseron ist ein kleiner Fluss in Frankreich, der im Département Cher in der Region Centre-Val de Loire verläuft. Er entspringt beim Weiler Bouy, im östlichen Gemeindegebiet von Chassy, entwässert generell Richtung Nordnordost und mündet nach rund 15 Kilometern im Gemeindegebiet von Jussy-le-Chaudrier als rechter Nebenfluss in die Vauvise.

## Orte am Fluss
(Reihenfolge in Fließrichtung)
- Bouy, Gemeinde Chassy
- Les Gâtilleries, Gemeinde Saint-Hilaire-de-Gondilly
- Menetou-Couture
- Borderousse, Gemeinde Menetou-Couture
- Les Barres, Gemeinde Précy
- La Villeneuve, Gemeinde Jussy-le-Chaudrier
- Précy
- Jussy-le-Chaudrier

## Sehenswürdigkeiten
- Château de Menetou-Couture, Schloss mit Teilen aus dem 15. Jahrhundert am Flussufer – Monument historique[4]